# クリスチャン・エゲノルフ

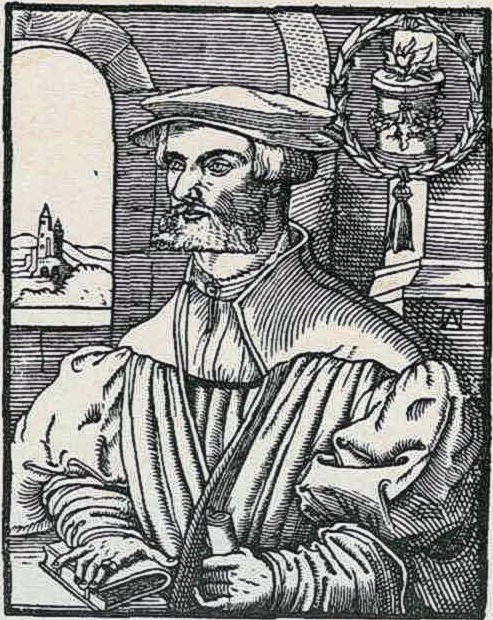
Christian Egenolff

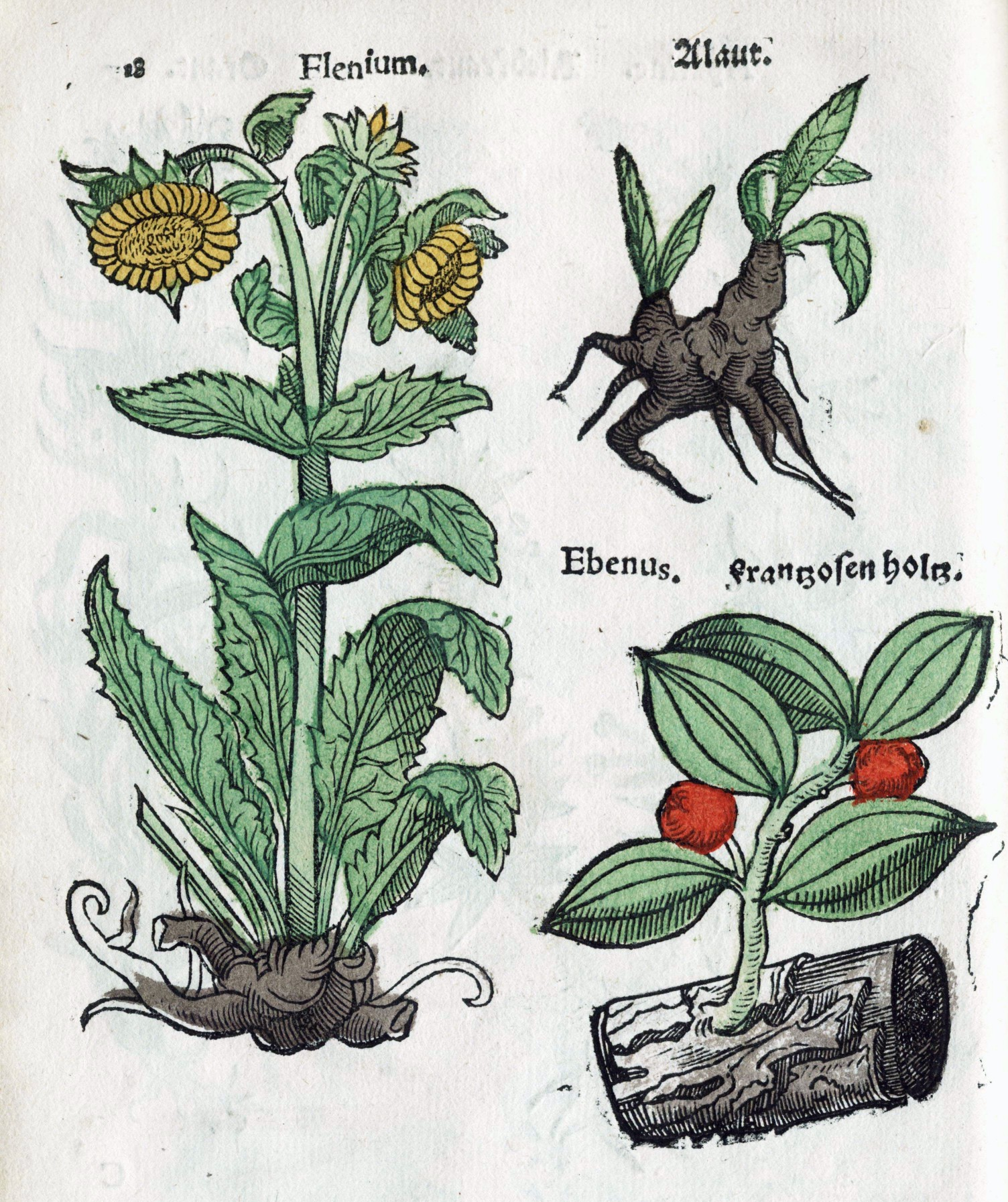
Herbarum, arborum, fruticum, frumentorum ac leguminemの図版

クリスチャン・エゲノルフ（Christian Egenolff または Egenolph, しばしば Christian Egenolff, the Elder, 1502年7月26日 - 1555年2月9日）は、16世紀のドイツの印刷業者、出版業者である。
フランクフルトで最初に出版を始めた人物であり、エゲノルフの出版した書籍には、本草書、『ハーブ、木、低木、野菜や穀物』 (Herbarum, arborum, fruticum, frumentorum ac leguminem) があり、また数学者のアダム・リースや神学者、デジデリウス・エラスムス、ウルリヒ・フォン・フッテンなどの書籍の再刊がある。

## 生涯
ハーダマルに生まれた。マインツ大学で人文科学を学び、シュトラスブルクで書籍販売の商売を始めた。
1530年からフランクフルトで印刷業、出版業、活字鋳造所を始めた。その後の25年間に400の書籍を出版した。ニュルンベルクの画家、ゼーバルト・ベーハム (Hans Sebald Beham) やフィルギル・ゾリス (Virgil Solis) らの版画の図入りの書籍を出版した。孫娘と結婚したヤコブ・サボン (Jacques Sabon) と新しい活字体の開発の仕事をしたことでも知られる。
エゲノルフの本草書は、1533年にハンス・ヴァイディッツが挿絵を描き、オットー・ブルンフェルスが解説した『植物写生図譜』 (Herbarium vivae icones) から多くの図を流用したもので、出版者のヨハン・ショットから、著作権に関して訴えられることになった。エゲノルフは自然の植物に著作権のないこと、植物はすべての画家にとって共有の対象であることを主張した。
1535年にドイツ語の聖書を出版し、自らが編集した年代記を出版した後ハンス・ザックス、ヨハン・アイヒマン(Johann Eichmann)、 ゼバスティアン・ミュンスター、 フィリップ・メランヒトン、ゼバスティアン・フランク(Sebastian Franck)らの著作を出版した。フランクフルトで没し、出版業は未亡人と娘と、娘と結婚したアダム・ロニチェル (Adam Lonicer) によって引き継がれ、1602年まで続けられた。